# Путятино (Липецкая область)
Путя́тино — село Добровского района Липецкой области, административный центр и единственный населённый пункт Путятинского сельсовета.

## География
Село расположено на берегу реки Делеховка в 32 км на север от райцентра села Доброе.

## История
Село Путятино основано в 1781 году (1 сентября 1672 - 31 августа 1673 года). По указу царя Алексея Михайловича и по грамоте из Розряду, за приписью дьяка Петра Ковелина, добренским рейтарам и детям боярским, всего пятидесяти одному человеку и священнику, "было отведено пятдесят две усадьбы дворовых, да на выгон и под церковное место пятдесят чети, да под церкву на престол тритцет чети, сена сорок копен. И с той же примерной земли отведено им рейтарам, детям боярским в поместье роспашной и нероспашной земли на пашню по двадцати чети человеку в поле, а в дву потому ж, сена по сороку копен и тою землёю велено де им владеть". В 1693 году путятинские рейтары, всего сорок два человека, подали челобитную на имя царя: „... служат де они Великим Государем полковую и городовую службу многие годы и на многих службах были до отпуску, а земляные де дачи за ними малые, толко по дватцет чети, а иных де угодей и крестьян за ними нет, а их де братья многие пожалованы поместьями по сороку чети и против де своей братьи землями они скудны и прокормитца нечем". Свободной земли оказалось много, поэтому беспоместным было выделено по сорок четей, а остальным ещё по двадцать. Кроме того, "под церковь Божию, попу с причетниками дватцет чети в поле а в дву потому ж, с сенными покосы и с овсяными угодьями". То-есть церковь в Путятино была со времени основания села. Путятино под 1688 г. упоминается в числе сел, принадлежащих к Добренскому уезду. В 1790 г. села Путятина Казанской церкви иерей Симеон Софрониев в прошении своем к Феофилу, епископу Тамбовскому, прописывал, что «находившаяся в том селе деревянная церковь обветшала кровлею и тесна, прихожанам входить в нее не вместно», почему и просил дозволения на перестройку ее на том же погосте и в то же храмонаименование. Согласно прошению иерея Симеона храмозданная грамота выдана была из Тамбовской Консистории 11 мая того же года. Вместо деревянной, разобранной за ветхостью в 1874 г., каменная церковь в селе Путятине в честь иконы Божией Матери Казанской с приделом Никольским (другой придел еще не освящен), начата постройкою в 1869 г., а окончена и освящена 22 октября 1873 г. Колокольня, находящаяся в общей связи с церковью, построена с нею одновременно, состояла из трех этажей и имела почти равною с церковью высоту – около 50 аршин. В 1883 году вокруг церкви была устроена каменная с железными решетками ограда, в том же году к колокольне сделаны две каменных пристройки, одна из которых назначена для караулки, а другая для школы. Школа в селе Путятине открыта была местным священником и существовала с 1861 года. 
В XIX — начале XX века село являлось центром Путятинской волости Раненбургского уезда Рязанской губернии. В 1906 году в селе было 181 дворов.
С 1928 года село являлось центром Путятинского сельсовета Добровского района Козловского округа Центрально-Чернозёмной области, с 1944 года — в составе Колыбельского района, с 1954 года — в составе Липецкой области, с 1956 года — в составе Добровского района.

## Население
| 1859 | 1897  | 1906  | 2006 | 2010 | 2012 | 2013 |
| ---- | ----- | ----- | ---- | ---- | ---- | ---- |
| 1380 | ↗1431 | ↘1363 | ↘671 | ↘604 | ↘588 | ↘562 |
| 2014 | 2015  | 2016  | 2017 | 2018 | 2021 |      |
| ↘556 | ↘531  | ↘521  | ↘503 | ↘496 | ↗536 |      |

## Инфраструктура
Молочно-товарная ферма, три водонапорных башни, два магазина.
В конце 2000-х годов были закрыты общеобразовательная школа и больница (со стоматологическим кабинетом и грязелечебным отделением).
Полностью сделано дорожное полотно, газифицировано.

## Достопримечательности
В селе расположена действующая Церковь Казанской иконы Божией Матери (1873).